# 傅抱璞
傅抱璞（1927年—），男，江西新余人，中国气候学家，曾任南京大学教授、博士生导师。